# Avenida Presidente Tancredo de Almeida Neves
A Avenida Presidente Tancredo de Almeida Neves, mais conhecida como Avenida Tancredo Neves, é um logradouro do município brasileiro de Coronel Fabriciano, no interior do estado de Minas Gerais. Começa na ponte sobre o rio Piracicaba, principal ligação entre Timóteo e Fabriciano, e termina na divisa com o município de Ipatinga, onde a via se transforma na Avenida Pedro Linhares Gomes. Com cerca de 7 km de comprimento, corta os bairros Caladinho, Industrial Novo Reno, Universitário, Bom Jesus e Todos os Santos e delimita a divisa entre o Giovannini e os bairros Professores e Centro.
Trata-se do antigo trecho da BR-381 que cortava a cidade e concentra um considerável fluxo comercial, tendo cerca de 150 estabelecimentos ao longo de suas margens. Os principais ramos presentes são de peças e acessórios automotivos, concessionárias de veículos, oficinas, empresas de ônibus e lojas de ferragens. Também é uma das poucas vias do município que contam com ciclovia, que começa nas proximidades do Centro de Fabriciano e segue margeando a avenida até a divisa com Ipatinga, onde continua seu percurso.

## História

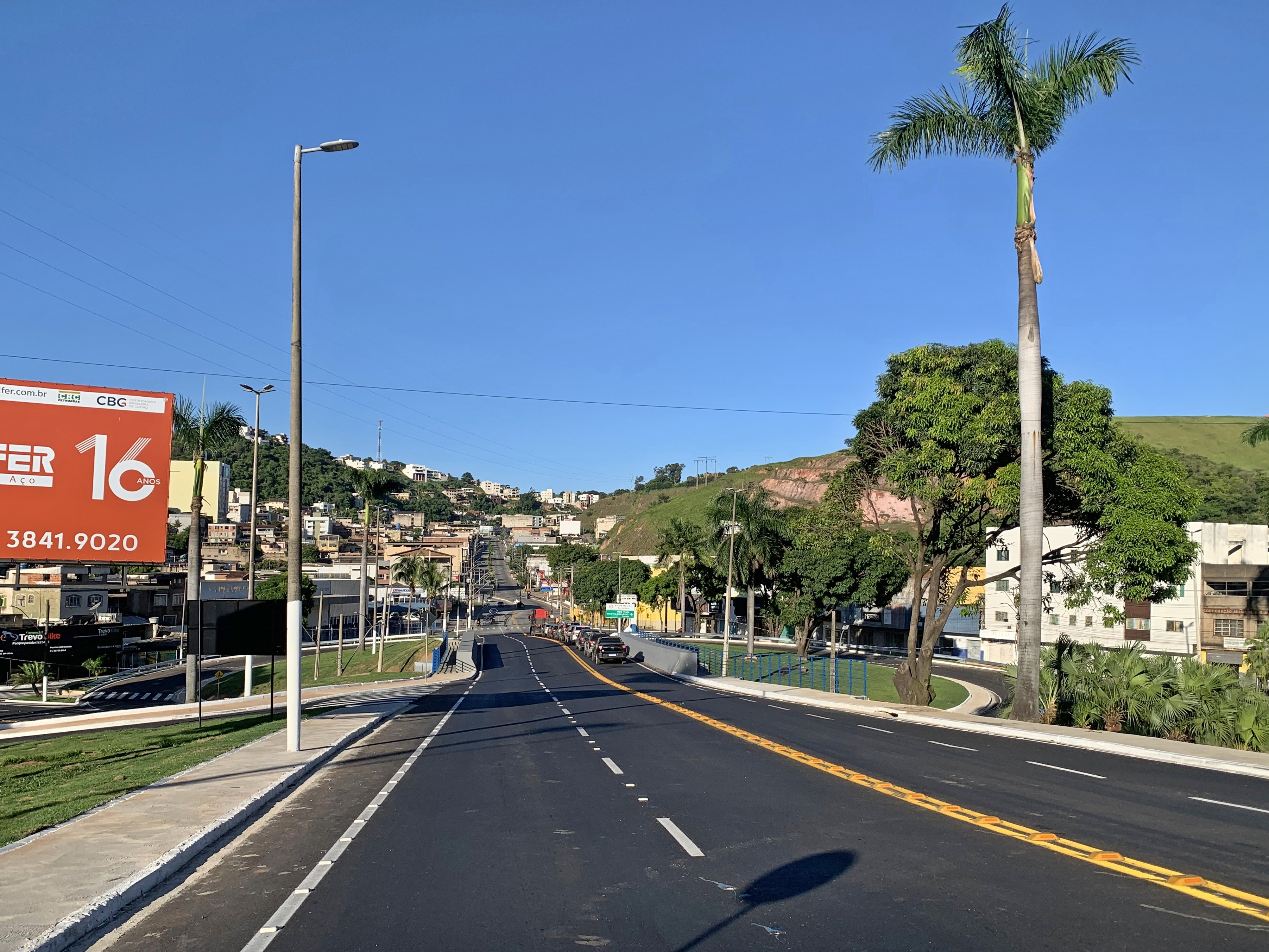
Avenida Tancredo Neves no Trevo Pastor Pimentel

A origem da via está relacionada à construção de uma estrada pela Usiminas, ligando a ponte sobre o rio Piracicaba a Ipatinga, na década de 1950, com a intenção de estabelecer um trajeto mais rápido entre o antigo Aeroporto da Acesita e a usina de Ipatinga. Posteriormente, essa estrada foi utilizada para a locação da rodovia MG-4, para a qual foi feito um processo de terraplanagem da atual região do Caladinho pela Construtora Barbosa Mello Scarpelli Ltda.
A rodovia foi uma das responsáveis pelo povoamento da região do bairro Caladinho, bem como pela instalação de diversos estabelecimentos comerciais ao longo de seu percurso. A avenida recebeu o nome do ex-presidente Tancredo de Almeida Neves, que em 1947, como deputado estadual, apoiou a comissão pró-emancipação de Coronel Fabriciano liderada por seu amigo de infância Rubem Siqueira Maia. Este, por sua vez, tornou-se primeiro prefeito eleito após a criação do município, ocorrida em 1948. O trecho rodoviário teve sua concessão integrada à BR-381 na década de 1960, quando foi pavimentado e asfaltado e foi construído o Trevo Pastor Pimentel — interseção com a Avenida Magalhães Pinto.
No começo da década de 80, a via teve 70% de sua extensão duplicada pelo Departamento de Estradas de Rodagem de Minas Gerais (DER-MG), no trajeto entre o viaduto e a divisa com Ipatinga, sendo assim uma continuação da duplicação da Avenida Pedro Linhares Gomes, realizada entre 1977 e 1988 no trecho urbano da rodovia em território ipatinguense. Com o objetivo de reduzir o tráfego de veículos pesados na avenida, que corta uma das regiões mais populosas de Coronel Fabriciano e com considerável presença de escolas, a rodovia foi transferida para fora do perímetro urbano municipal, após a abertura de um anel rodoviário, construído entre 2001 e 2006. Em 8 de janeiro de 2010, a prefeitura e o Departamento Nacional de Infraestrutura de Transportes (DNIT) assinaram um acordo que concede a municipalização da avenida.